# Stratton, Colorado
Stratton är en ort i Kit Carson County i delstaten Colorado, USA.